# Aventures (périodique)
Pour les articles homonymes, voir Aventures.
Aventures est un hebdomadaire jeunesse de bande dessinée français publié d'avril 1936 à septembre 1941 publié par la Librairie moderne/S.A.G.E. À sa disparition, ses séries les plus populaires passent dans Jumbo, un autre titre du groupe.
Ce journal était dominé par les comic strips d'aventure américains comme Agent Secret X-9, Au quartier chinois (Red Barry), Buck Rogers, Le Cow-Boy héroïque (Bronc Peeler), Le Fantôme du Bengale, L'Inspecteur Wade, Raoul et Gaston (Tim Tyler's Luck), Le Roi de la stratosphère (en) (Skyroads) ou encore Yordi (Superman). Il y avait également des histoires d'auteurs italiens (Carlo Cossio, Sebastiano Craveri) et du Yougoslave Đorđe Lobačev (en).
Après-guerre, la S.A.G.E. a relancé un hebdomadaire qui s'est, entre autres, appelé Aventures, mais celui-ci n'a pu s'imposer face à la concurrence d'autres titres, en particulier belges.